# Hildegard Thorell
Hildegard Katarina Thorell, född  Bergendal 22 maj 1850 i Kroppa socken, Värmlands län, död 2 februari 1930 i Oskars församling, Stockholm, var en svensk målare och tecknare.

## Biografi
Hildegard Thorell var dotter till den värmländske bruksägaren August Filip Bergendahl och Hildegard Wennerlund och från 1872 gift med auditören och vice häradshövdingen Reinhold Thorell, som avled 1914.
Thorell utbildade sig som elev till Johan Christoffer Boklund och Georg von Rosen vid Konstakademin i Stockholm 1876–1879, där hon var den enda gifta kvinnliga eleven. Efter Konstakademien fortsatte hon sina studier för Bertha Wegmann i Köpenhamn, J Marshall i Dresden, samt några år i Paris för Léon Bonnat, Jean-Léon Gérôme och Bastien-Lepage. Hon gjorde flera studieresor till bland annat Italien och Nederländerna och sommaren 1908 vistades hon i Volendam för att måla. Hon medverkade i Parissalongen 1880 med ett porträtt som senare ställdes ut i Sverige och köptes av Göteborgs konstmuseum. Efter Paristiden bosatte hon sig i Stockholm och till hennes hem kom många av stadens intellektuella och mera bemärkta personer och i den kretsen hittade hon sina bästa modeller för spontant utförda porträtt.

### Konstnärskap
Hildegard Thorell målade framförallt större figurbilder, såsom "Modersglädje" och "Damporträtt". På 1890-talet och i början av 1900-talet utförde hon flera porträtt, bland annat av Gunnar Wennerberg, Isak Gustaf Clason och C. F. Lundquist. Hon blev agré vid Konstakademien 1883 och medverkade i opponenternas protester 1885, hon var medlem av Konstnärsförbundet 1886–1891 men hörde därefter till det konservativa konstnärslägret. Från början av 1890-talet var hon medlem i Svenska konstnärernas förening och medverkade i föreningens utställningar. Hildegard Thorell var vän med Ottilia Adelborg sedan studietiden på Konstakademien, och genomförde tillsammans med henne bl.a. en resa till Dalarna 1902 som gav dem djupa intryck. Separat ställde hon bland annat ut på Konstakademien 1917 där även en minnesutställning med hennes konst visades 1932. Hon var representerad i Opponenternas utställning i Stockholm 1883, de nordiska konstutställningarna i Köpenhamn, Världsutställningen 1889 i Paris, Föreningen Svenska Konstnärinnors utställning på Konstakademien och Skånska konstmuseum 1911, Baltiska utställningen 1914 och internationella utställningar i München, Barcelona, Berlin och Lubeck.
Hennes konst består av figurstudier, genrebilder, stilleben och porträtt. Thorell är representerad med Modersglädje och ett flertal porträtt vid Nationalmuseum i Stockholm, flera damporträtt på Göteborgs konstmuseum och med ett par på Malmö museum samt Waldemarsudde, Norrköpings konstmuseum, Nordiska museet, Kungliga biblioteket i Stockholm, Göteborgs historiska museum, Hälsinglands museum, Malmö museum, Östersunds museum, Helsingborgs museum, Göteborgs stadsmuseum, Uppsala universitet, Östergötlands museum, Örebro läns museum, Värmlands museum och Lubeck museum.

## Galleri

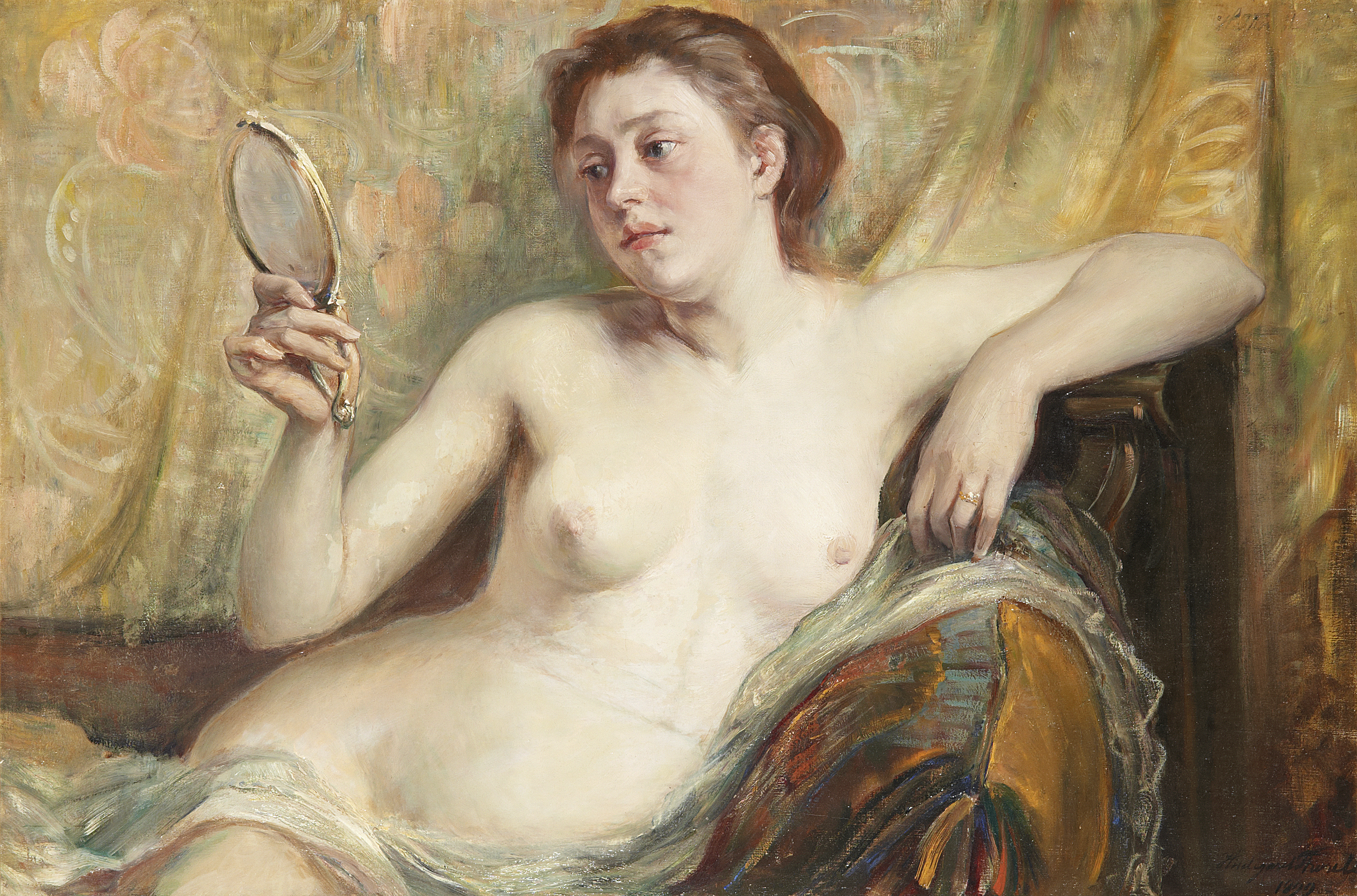
Modell med spegel (1899) av Hildegard Thorell.
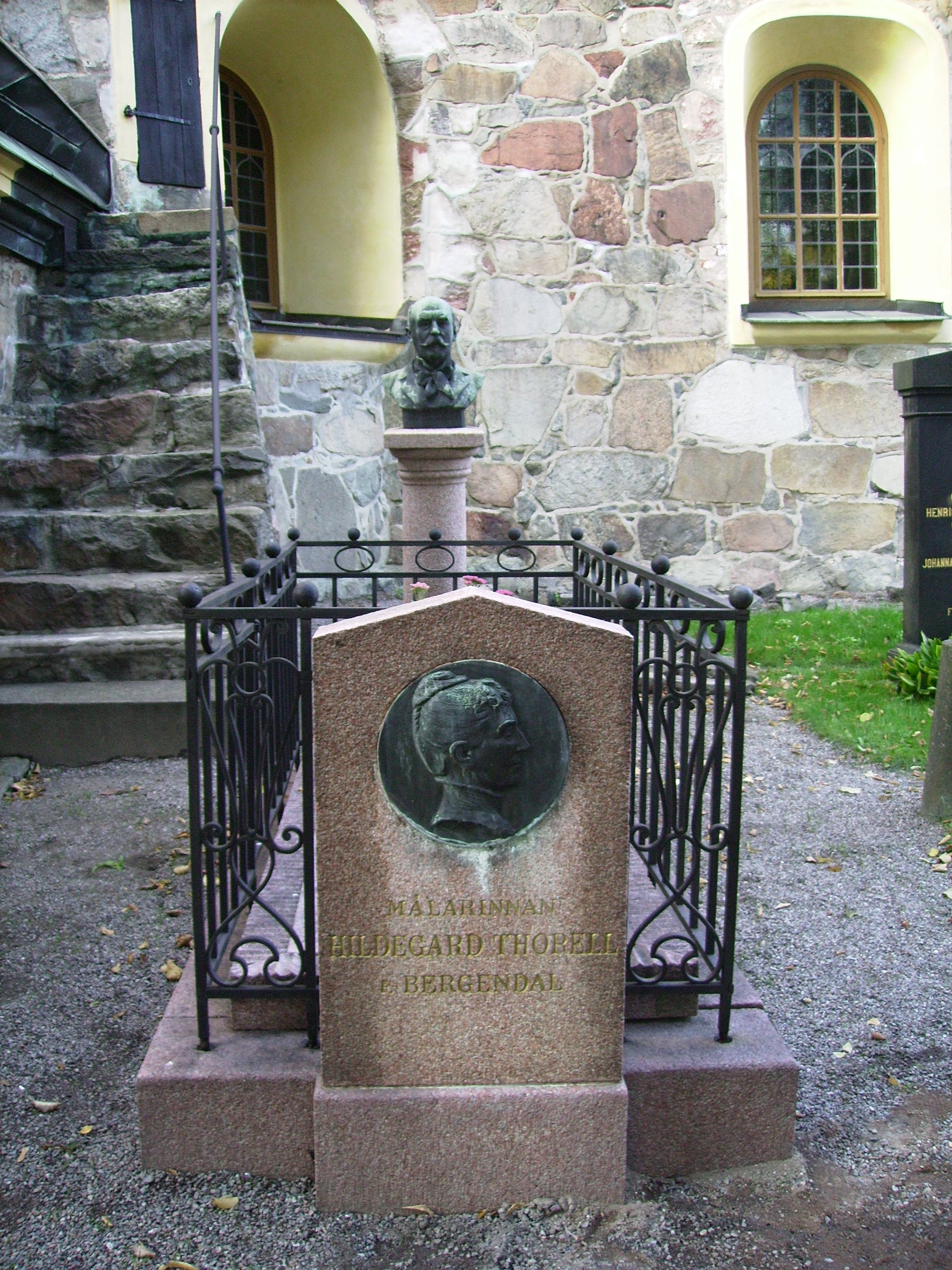
Hildegard Thorells gravvård på Solna kyrkogård.